# Meitetsu Toyokawa-Linie
| Triebzug der Baureihe 6800 auf der Toyokawa-Linie |                           |                            |                            |
| |                           |                            |                            |
| Streckenlänge: | 7,2 km                    |                            |                            |
| Spurweite: | 1067 mm (Kapspur)         |                            |                            |
| Stromsystem: | 1500 V =                  |                            |                            |
| Minimaler Radius: | 200 m                     |                            |                            |
| Streckengeschwindigkeit: | 85 km/h                   |                            |                            |
| Zweigleisigkeit: | nein                      |                            |                            |
| |                           |                            |                            |
| Gesellschaft: | Meitetsu (Nagoya Tetsudō) |                            |                            |
| \| \| \| Depot \| \| \| \| \| \| \| \| \| 0,0 \| Kō (国府) \| 1926– \| \| \| \| Meitetsu Nagoya-Hauptlinie \| \| \| \| 1,5 \| Shiratori (白鳥) \| 1945–1953 \| \| \| 2,2 \| Ausweiche Yawataguchi \| –1996 \| \| \| 2,5 \| Yawata (八幡) \| 1972– \| \| \| 3,0 \| Ichida (市田) \| 1945–1972 \| \| \| 3,8 \| Ausweiche Suwachō \| 1948–1972 \| \| \| 4,4 \| Suwachō (諏訪町) \| 1945– \| \| \| \| Sana-gawa \| \| \| \| 6,0 \| Inariguchi (稲荷口) \| 1954– \| \| \| \| Iida-Linie \| 1897– \| \| \| 7,2 \| Toyokawa-Inari (豊川稲荷) \| 1954– \| |                           |                            |                            |
| Strecke · Betriebsstelle Streckenanfang (Strecke außer Betrieb) |                           | Depot                      | Depot                      |
| |                           |                            |                            |
| | 0,0                       | Kō (国府)                  | 1926–                      |
| Strecke nach rechts · Strecke |                           | Meitetsu Nagoya-Hauptlinie | Meitetsu Nagoya-Hauptlinie |
| ehemaliger Haltepunkt / Haltestelle | 1,5                       | Shiratori (白鳥)           | 1945–1953                  |
| Blockstelle | 2,2                       | Ausweiche Yawataguchi      | –1996                      |
| Bahnhof | 2,5                       | Yawata (八幡)              | 1972–                      |
| ehemaliger Haltepunkt / Haltestelle | 3,0                       | Ichida (市田)              | 1945–1972                  |
| Blockstelle | 3,8                       | Ausweiche Suwachō          | 1948–1972                  |
| Haltepunkt / Haltestelle | 4,4                       | Suwachō (諏訪町)           | 1945–                      |
| Brücke über Wasserlauf |                           | Sana-gawa                  | Sana-gawa                  |
| Bahnhof | 6,0                       | Inariguchi (稲荷口)        | 1954–                      |
| Strecke von rechts · Strecke |                           | Iida-Linie                 | 1897–                      |
| | 7,2                       | Toyokawa-Inari (豊川稲荷)  | 1954–                      |

Die Meitetsu Toyokawa-Linie (jap. 名鉄豊川線, Meitetsu Toyokawa-sen) ist eine Eisenbahnstrecke auf der japanischen Insel Honshū, die von der Bahngesellschaft Meitetsu (Nagoya Tetsudō) betrieben wird. Auf dem Gebiet der Stadt Toyokawa in der Präfektur Aichi verbindet sie die Meitetsu Nagoya-Hauptlinie mit der Iida-Linie.

## Streckenbeschreibung
Die 7,2 km lange Strecke ist in Kapspur (1067 mm) verlegt und mit 1500 V Gleichspannung elektrifiziert. Es werden fünf Bahnhöfe bedient, der minimale Radius beträgt 200 Meter und die zulässige Höchstgeschwindigkeit 85 km/h. Mit Ausnahme von Ausweichen in den Bahnhöfen Yawata und Inariguchi ist die gesamte Strecke eingleisig ausgeführt. Westlicher Ausgangspunkt ist der Kō, wo die Strecke von der Meitetsu Nagoya-Hauptlinie abzweigt. Sie verläuft überwiegend in östlicher Richtung entlang von Nebenstraßen. Während ein Teil aufgeständert ist, gibt es auch einen längeren Abschnitt entlang von Nebenstraßen, weshalb die Strecke zum Teil eher einer Überlandstraßenbahn ähnelt. Nahe dem Stadtzentrum von Toyokawa trifft sie auf die Iida-Linie und endet schließlich im Bahnhof Toyokawa-Inari, der unmittelbar neben dem Bahnhof Toyokawa der Bahngesellschaft JR Central steht.

## Zugangebot
Auf der Meitetsu Toyokawa-Linie verkehren Lokalzüge im Halbstundentakt von Toyokawa-Inari nach Kō und zurück. Während der Hauptverkehrszeit kommen Express-Eilzüge hinzu, die zunächst alle Bahnhöfe der Toyokawa-Linie bedienen und ab Kō weiter über Higashi-Okazaki, Chiryū und Meitetsu Nagoya nach Meitetsu Ichinomiya verkehren. Besonders gut frequentiert ist die Toyokawa-Linie in der Neujahrsnacht, wenn sich zahlreiche Menschen zum Toyokawa Inari begeben, einem bedeutenden Tempel der buddhistischen Sōtō-shū-Schule.

## Bilder

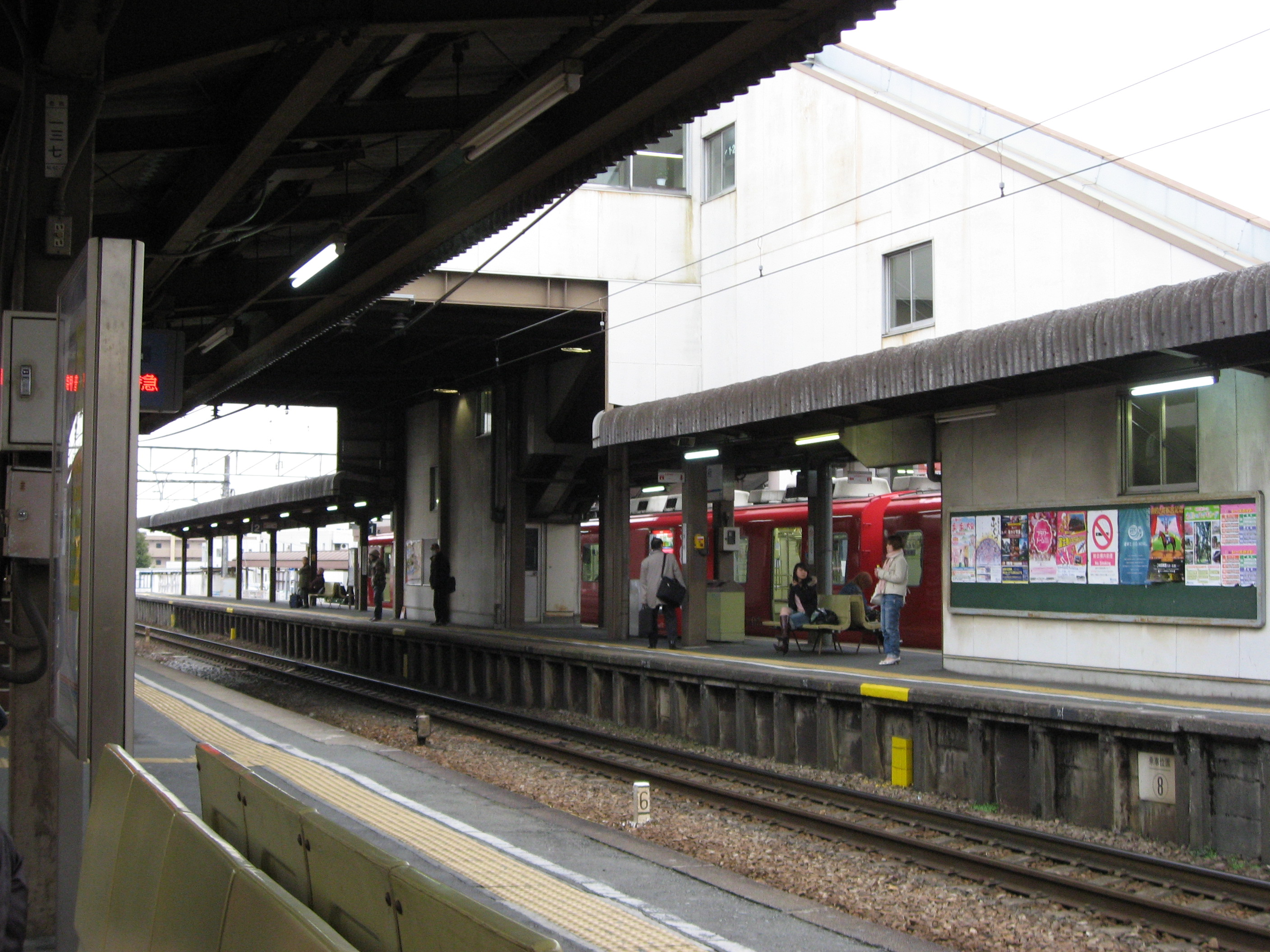
Bahnhof Kō
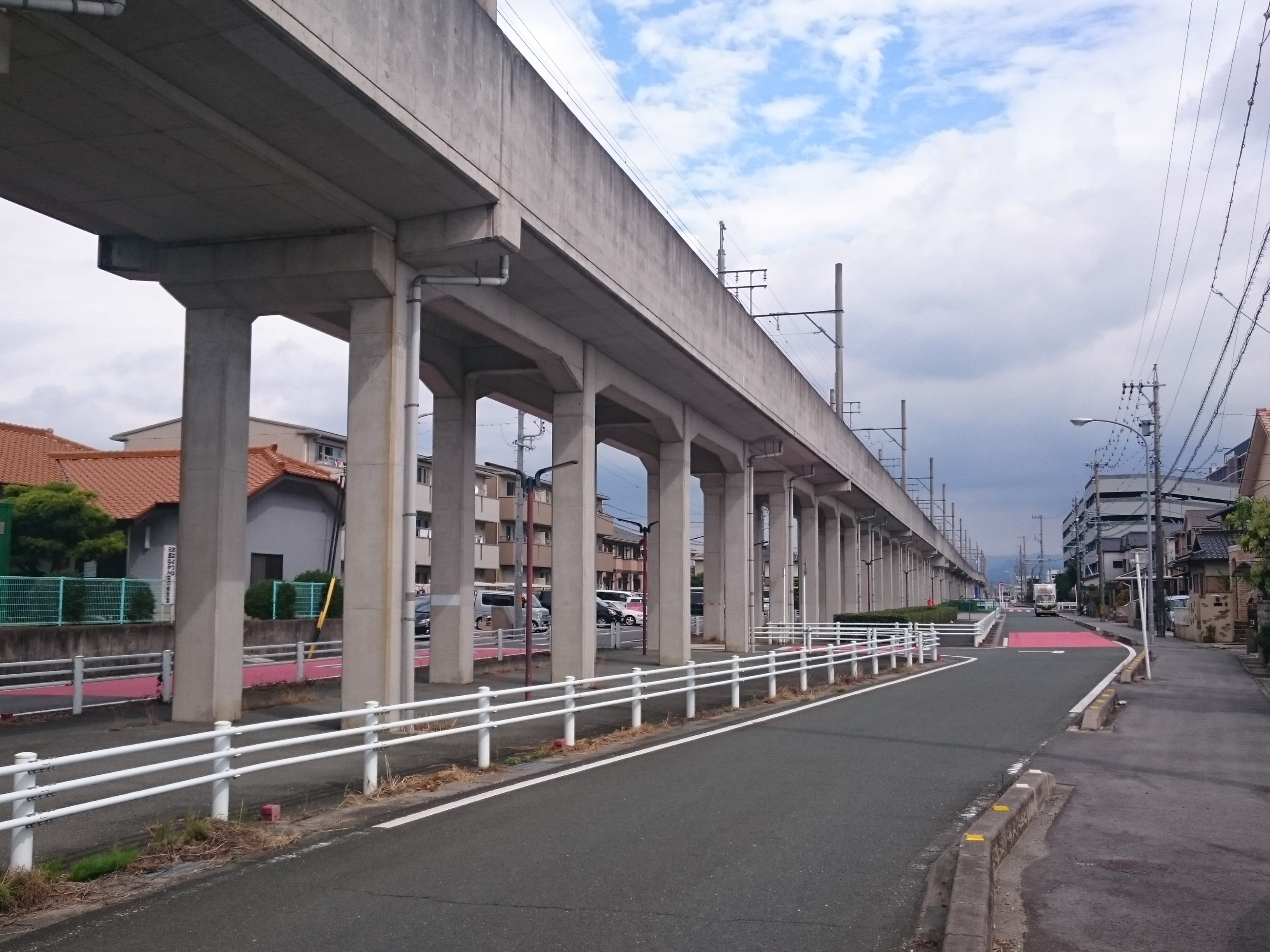
Viadukt bei der früheren Ausweiche Yawataguchi
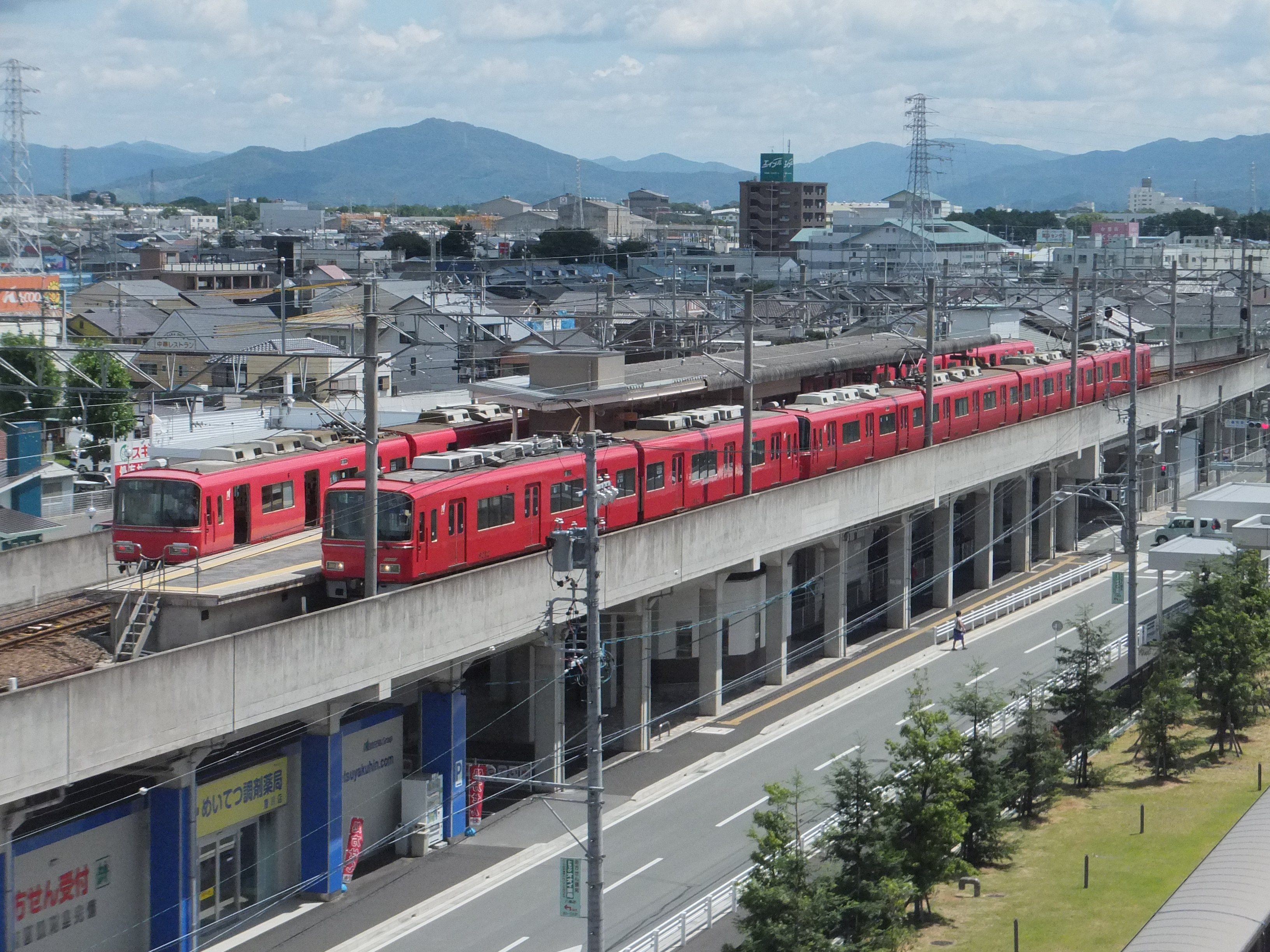
Bahnhof Yawata
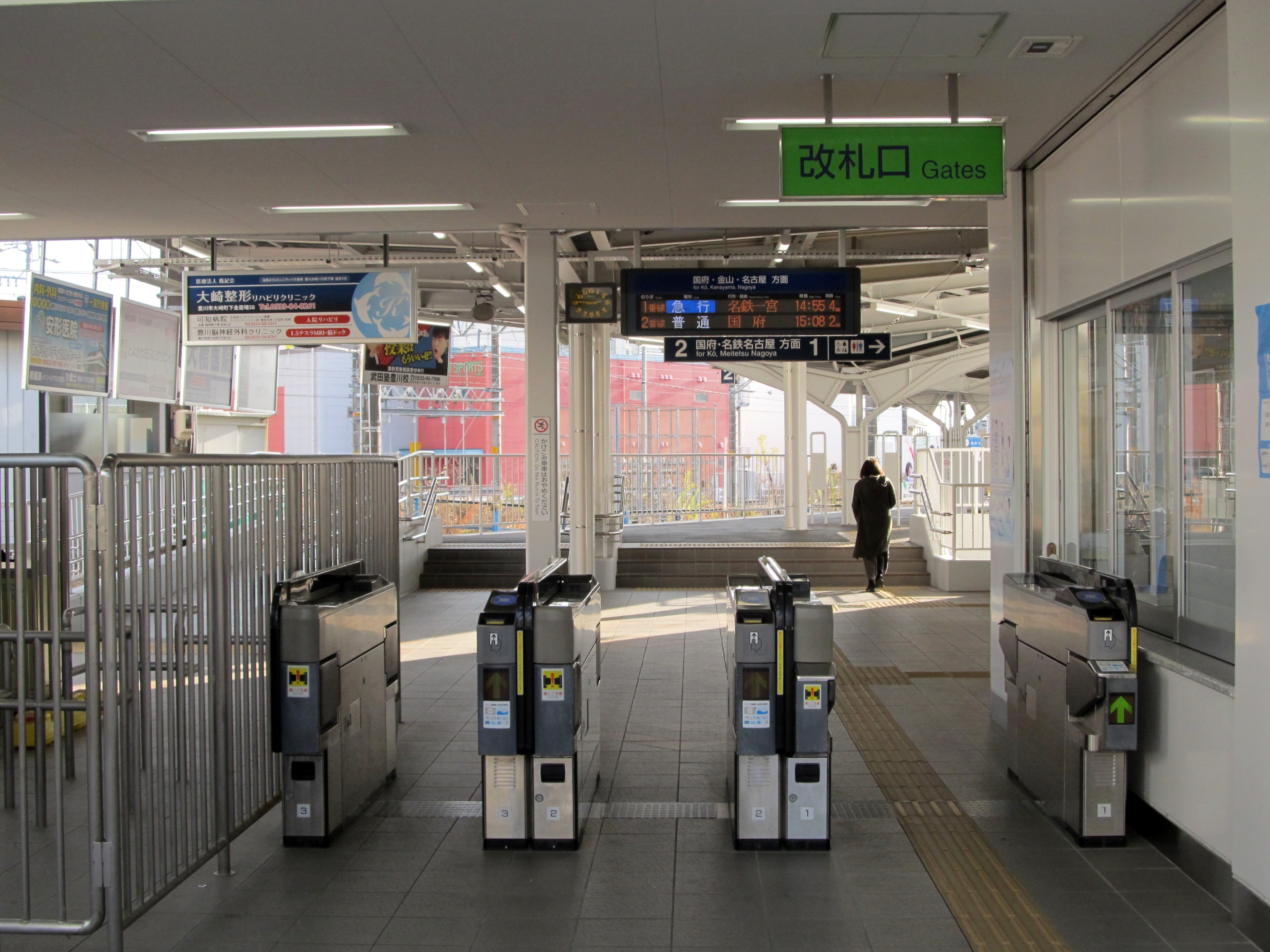
Bahnhof Toyokawa-Inari

## Geschichte
Gegen Ende des Pazifikkriegs baute die Meitetsu auf Anordnung der Regierung den ersten Teil der Toyokawa-Linie, um den Pendlerverkehr zum Marinearsenal in Toyokawa zu gewährleisten. Am 18. Februar 1945 nahm sie den Abschnitt zwischen Kō und Suwachō in Betrieb. Aufgrund der angespannten Kriegssituation verwendete sie dazu Schienen stillgelegter Strecken, namentlich des Abschnitts Okazaki–Nishio der Meitetsu Nishio-Linie und der Meitetsu Heisaka-Zweiglinie.

## Liste der Bahnhöfe
| Name | Name                      | km  | Anschlusslinien            | Lage   | Ort      |
| ---- | ------------------------- | --- | -------------------------- | ------ | -------- |
| NH04 | Kō (国府)                 | 0,0 | Meitetsu Nagoya-Hauptlinie | Koord. | Toyokawa |
| TK01 | Yawata (八幡)             | 2,5 |                            | Koord. | Toyokawa |
| TK02 | Suwachō (諏訪町)          | 4,4 |                            | Koord. | Toyokawa |
| TK03 | Inariguchi (稲荷口)       | 6,0 |                            | Koord. | Toyokawa |
| TK04 | Toyokawa-Inari (豊川稲荷) | 7,2 | Iida-Linie                 | Koord. | Toyokawa |